# Deutscher Fernsehpreis 2016
| Logo des Deutschen Fernsehpreises 2016 |
| -------------------------------------- |

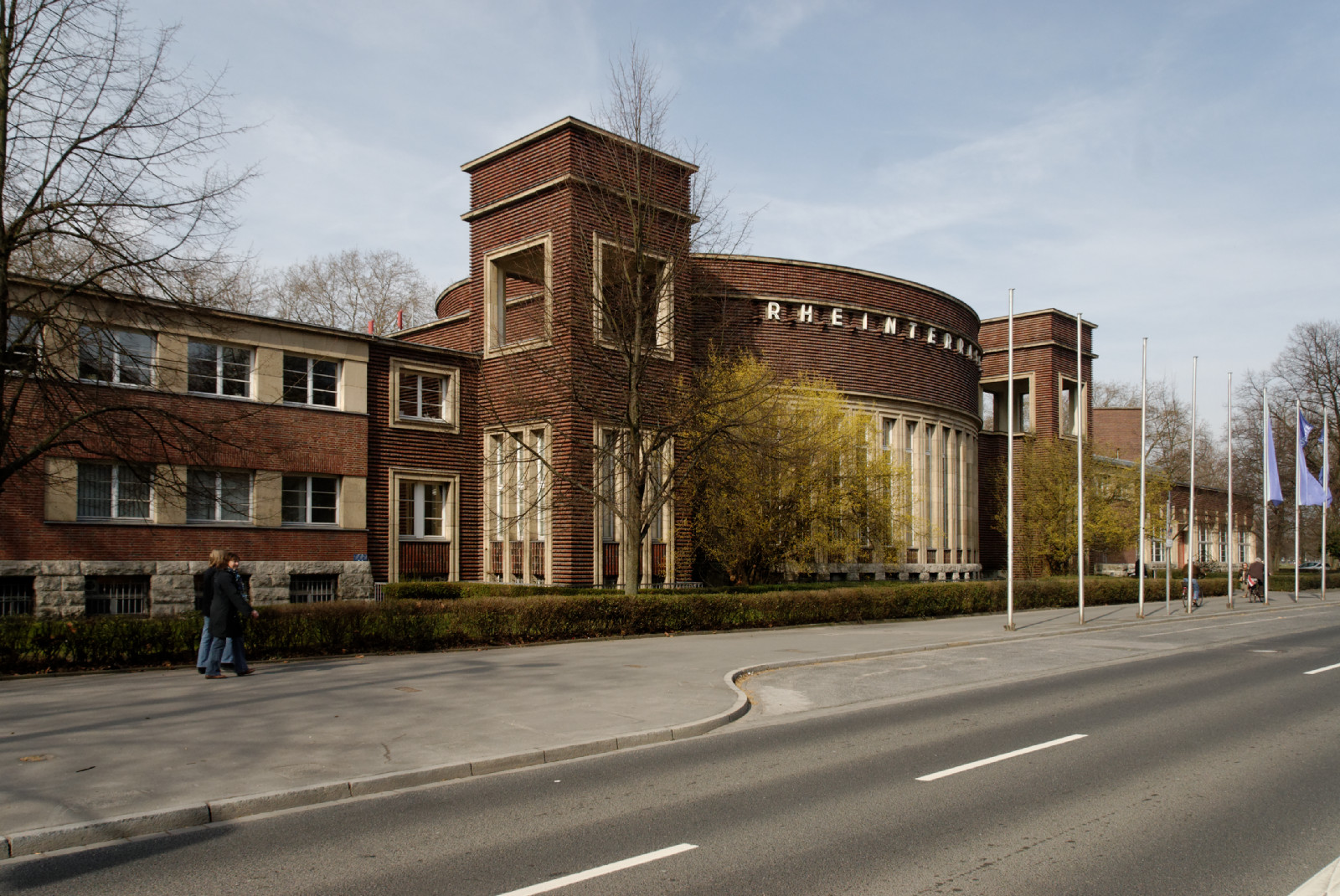
Die Rheinterrasse, Veranstaltungsort der Verleihung 2016

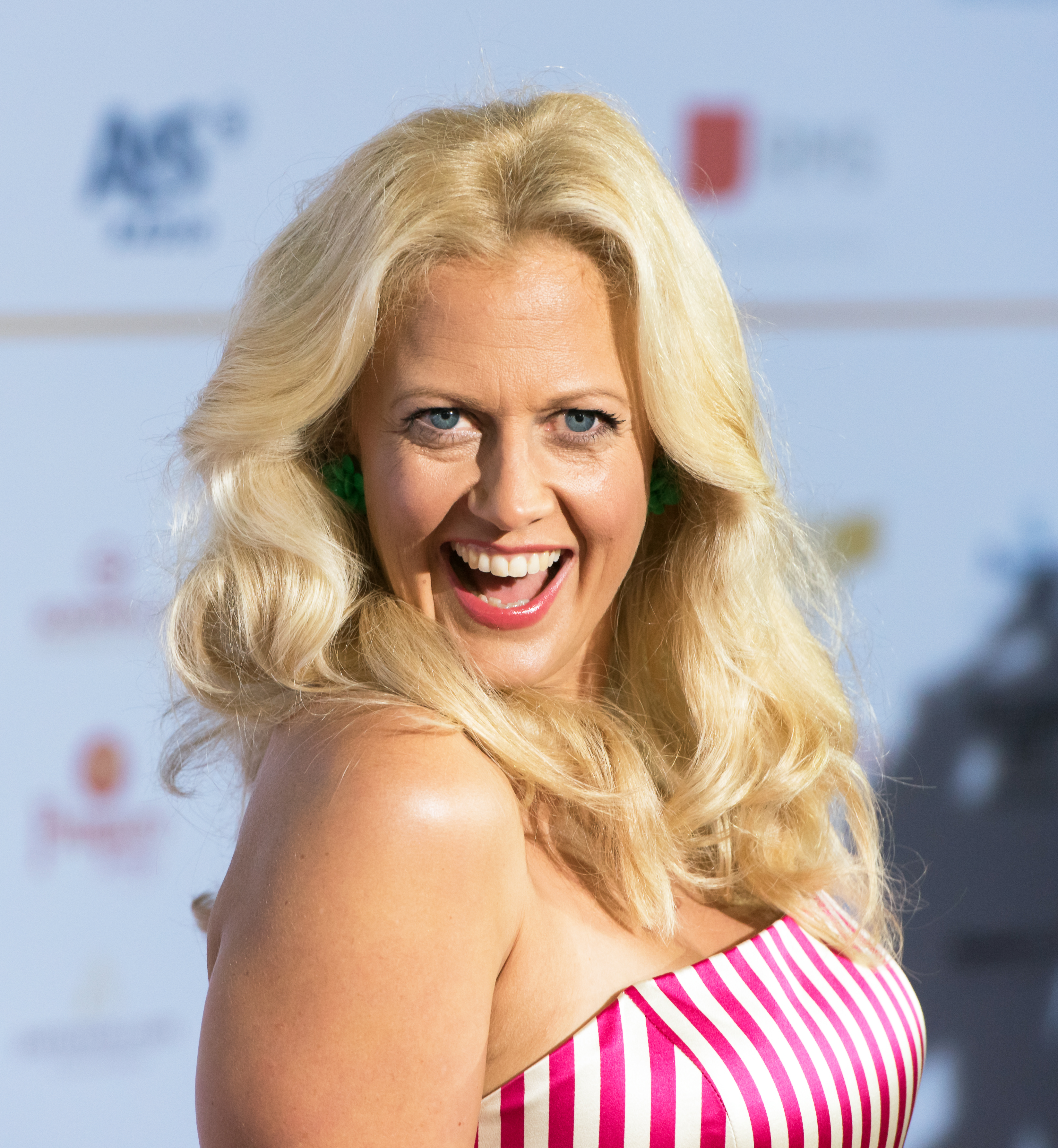
Barbara Schöneberger, Moderatorin der Verleihung 2016

Die Verleihung des Deutschen Fernsehpreises 2016 fand am 13. Januar 2016 erstmals in der Rheinterrasse in Düsseldorf statt. Nachdem der Fernsehpreis im Jahr 2015 nicht vergeben wurde, einigten sich die Stifter die Verleihung im Rahmen eines Branchentreffens erneut zu veranstalten. Sie wurde im Gegensatz zu früheren Verleihungen nicht im Fernsehen ausgestrahlt. Stattdessen wurde am 14. Januar 2016 um 21:45 Uhr eine 30-minütige Zusammenfassung der Verleihung auf EinsFestival gezeigt.
Die Moderation der 17. Verleihung des Deutschen Fernsehpreises übernahm erstmals Barbara Schöneberger.
Federführend für die Ausrichtung war turnusgemäß RTL Television.

## Jury
Die Jury für den Deutschen Fernsehpreis 2016 bestand aus
- Lutz Carstens (Chefredakteur TV Spielfilm) als Vorsitzender und
- Beatrice Kramm (Produzentin & Geschäftsführerin Polyphon Film- und Fernsehgesellschaft) als stellvertretende Vorsitzende

sowie aus
- Ulrike Kriener (Schauspielerin),
- Peter Nadermann (Produzent/Geschäftsführer Nadcon Film),
- Wilfried Urbe (freier Medienjournalist),
- Jan Köppen (Moderator),
- Thomas Lückerath (Chefredakteur/Geschäftsführer DWDL Medienmagazin),
- Volker Weicker (Regisseur),
- Steffen Hallaschka (Moderator),
- Jakob Krebs (Leitung dctp.tv/Geschäftsführer dctp) und
- Nicole Rosenbach (freie Fernsehautorin).

## Preisträger und Nominierungen
| Film/Format                              | N | A |
| ---------------------------------------- | - | - |
| Mordkommission Berlin 1                  | 6 | 2 |
| Ein großer Aufbruch                      | 5 | 2 |
| Nackt unter Wölfen                       | 5 | 1 |
| Das Zeugenhaus                           | 4 | 1 |
| Deutschland 83                           | 4 | 1 |
| Tannbach – Schicksal eines Dorfes        | 4 | 1 |
| Zum Sterben zu früh                      | 3 | 2 |
| Weinberg                                 | 3 | 0 |
| Altersglühen – Speed Dating für Senioren | 2 | 1 |
| Club der roten Bänder                    | 2 | 1 |
| Die Story im Ersten                      | 2 | 0 |

Die Nominierungen wurden am 10. Dezember 2015 bekannt gegeben und die Preisträger während der Verleihung am 13. Januar 2016.

### Bester Fernsehfilm
Nackt unter Wölfen (ARD/MDR/WDR/SWR/BR)
Altersglühen – Speed Dating für Senioren (ARD/WDR/NDR)
Ein großer Aufbruch (ZDF)
Mordkommission Berlin 1 (Sat.1)
Zum Sterben zu früh (ZDF/Arte)

### Beste Serie
Club der roten Bänder (VOX)
Deutschland 83 (RTL)
Weinberg (TNT Serie)

### Beste Schauspielerin
Ina Weisse für Ich will dich (ARD/WDR/Arte) und Ein großer Aufbruch (ZDF)
Iris Berben für Das Zeugenhaus (ZDF)
Henriette Confurius für Tannbach – Schicksal eines Dorfes (ZDF)
Maria Simon für Silvia S. – Blinde Wut (ZDF)
Antje Traue für Weinberg (TNT Serie) und Mordkommission Berlin 1 (Sat.1)

### Bester Schauspieler
Jonas Nay für Deutschland 83 (RTL) und Tannbach – Schicksal eines Dorfes (ZDF)
Charly Hübner für Bornholmer Straße (ARD/MDR/RBB) und Der verlorene Bruder (ARD/WDR/MDR/BR)
Tobias Moretti für Luis Trenker – Der schmale Grat der Wahrheit (ARD/BR/ORF), Mordkommission Berlin 1 (Sat.1) und Das Zeugenhaus (ZDF)
Friedrich Mücke für Weinberg (TNT Serie) und Mordkommission Berlin 1 (Sat.1)
Florian Stetter für Nackt unter Wölfen (ARD/MDR/WDR/SWR/BR)

### Beste Comedy/Kabarett
Die Anstalt (ZDF)
PussyTerror TV (WDR)
Schorsch Aigner – Der Mann, der Franz Beckenbauer war (ARD/WDR)

### Beste Unterhaltung Primetime
Joko gegen Klaas – Das Duell um die Welt (ProSieben)
The Voice of Germany (ProSieben/Sat.1)
Sing meinen Song – Das Tauschkonzert (VOX)

### Beste Moderation Unterhaltung
Barbara Schöneberger für Die 2 – Gottschalk & Jauch gegen alle (RTL)
Steven Gätjen für Schlag den Raab (ProSieben)
Florian Silbereisen für Die Besten im Sommer und Das Adventsfest der 100.000 Lichter (ARD/MDR/ORF)

### Beste Unterhaltung Late Night
Neo Magazin Royale (ZDF/ZDFneo)
Circus HalliGalli (ProSieben)
Ponyhof (TNT Glitz)

### Bestes Factual Entertainment
Die Höhle der Löwen (VOX)
Das Jenke-Experiment (RTL)
Kessler ist … (ZDF/ZDFneo)

### Beste Information: Berichterstattung zur Flüchtlingskrise
An der Grenze – 24 Stunden an den Brennpunkten der Flüchtlingskrise (N24)
Der Flüchtlingsreport (ARD/HR/BR)
Thementag „Flüchtlinge“ am 31. August 2015 (RTL)

### Beste persönliche Leistung Information
Michel Abdollahi für Reportage Im Nazidorf in Panorama – die Reporter (NDR) und Straßenaktionen im Kulturjournal (NDR)
Dunja Hayali für ihre Interviews bei Erfurter AfD-Demonstration im ZDF-Morgenmagazin vom 29. Oktober 2015 (ZDF)
Anja Reschke für ihren Tagesthemen-Kommentar Flüchtlinge – Hetze im Netz vom 5. August 2015 (ARD/NDR)

### Beste Talksendung
Menschen bei Maischberger (ARD/WDR)
Hart aber fair – Jetzt reden die Helfer vom 9. November 2015 (ARD/WDR)
Markus Lanz (ZDF)

### Beste Dokumentation / Reportage
Die große Samstagsdokumentation: Asternweg – Eine Straße ohne Ausweg (VOX)
Die Story im Ersten: Todesflug MH 17 – Warum mussten 298 Menschen sterben? (ARD/NDR/WDR)
30 Minuten Deutschland – Die Reportage: Sie mussten die Hölle sehen – Auf der Flucht vor Boko Haram (RTL)

### Bester Sportjournalismus
Geheimsache Doping. Im Schattenreich der Leichtathletik und Geheimsache Doping. Wie Russland seine Sieger macht von Hajo Seppelt im Rahmen der Sportschau (ARD/WDR)
Die Story im Ersten: Der verkaufte Fußball – Sepp Blatter und die Macht der FIFA (ARD/WDR/SWR)
Sport Inside (WDR)

### Beste Regie
Lars Becker für Zum Sterben zu früh (ZDF/Arte)
Matti Geschonneck für Ein großer Aufbruch (ZDF) und Das Zeugenhaus (ZDF)
Philipp Kadelbach für Nackt unter Wölfen (ARD/MDR/WDR/SWR/BR)

### Bestes Buch
Magnus Vattrodt für Ein großer Aufbruch (ZDF) und Das Zeugenhaus (ZDF)
Stefan Kolditz für Nackt unter Wölfen (ARD/MDR/WDR/SWR/BR)
Anna Winger für Deutschland 83 (RTL)

### Beste Kamera
Ngo The Chau für Zum Sterben zu früh (ZDF/Arte)
Philipp Haberlandt und Frank Küpper für Deutschland 83 (RTL)
Martin Langer für Ein großer Aufbruch (ZDF)

### Bester Schnitt
Ulf Albert für Altersglühen – Speed Dating für Senioren (ARD/WDR/NDR)
Heike Gnida für Blochin – Die Lebenden und die Toten (ZDF)
Bernd Schlegel für Nackt unter Wölfen (ARD/MDR/WDR/SWR/BR)

### Beste Musik
Stefan Will und Marco Dreckkötter für Mordkommission Berlin 1 (Sat.1)
Jens Oettrich für Club der roten Bänder (VOX)
Fabian Römer für Tannbach – Schicksal eines Dorfes (ZDF)

### Beste Ausstattung
Max Wohlkönig (Kostüm) und Matthias Müsse (Szenenbild) für Mordkommission Berlin 1 (Sat.1)
Gabriele Binder (Kostüm) und Knut Loewe (Szenenbild) für Tannbach – Schicksal eines Dorfes (ZDF)
Peri de Braganca (Kostüm) und Thomas Franz (Szenenbild) für Starfighter – Sie wollten den Himmel erobern (RTL)

## Weitere Preisträger
Die folgenden Preise sind von den Stiftern des Deutschen Fernsehpreises gesetzte Preise und wurden ohne vorherige Nominierung verliehen. Zu den Stiftern 2016 gehörten Frank Hoffmann, Geschäftsführer von RTL Television, Thomas Bellut, Intendant des ZDFs, Tom Buhrow, Intendant des WDRs, sowie erstmals Kaspar Pflüger, Geschäftsführer von Sat.1, an.

### Ehrenpreis der Stifter
Am 11. Januar 2016 wurde verkündet, dass die Stifter des Deutschen Fernsehpreises den Ehrenpreis 2016 an den deutschen Enthüllungsjournalisten und Schriftsteller Günter Wallraff verleihen.

### Förder-/Nachwuchspreis
Der mit 15.000 Euro dotierte Förderpreis für den Nachwuchs hat der freiberufliche Filmemacher und Jungreporter Hubertus Koch für seine Reportage Süchtig nach Jihad – Der Film eines kleinen Jungen erhalten.